# Parapercis cylindrica
Parapercis cylindrica és una espècie de peix de la família dels pingüipèdids i de l'ordre dels perciformes.

## Descripció
Fa 23 cm de llargària màxima i presenta 10 taques quadrangulars i de color marró fosc al llarg del dors (cada una de les quals amb un punt igualment marró però més fosc a les cantonades superiors que es fusionen amb petites taques negres a les bases dels radis dorsals), 10 bandes marrons fosques a la part inferior del cos i unides a la part superior per dues sèries horitzontals de taques de color marró fosc, una franja estreta i de color marró fosc per sota de la meitat de l'ull, una línia fosca des del llavi superior fins a l'ull, una banda marró amb les vores de color marró fosc al llavi superior, i un gran punt negre a la base de l'aleta dorsal. Mascles amb un punt fosc al llavi superior. 5 espines i 21 radis tous a l'aleta dorsal i 1 espina i 17 radis tous a l'anal. 14-16 (rarament 14 o 16) radis a les aletes pectorals. Aleta caudal lleument arrodonida, groga o groguenca i amb nombrosos i diminuts punts negres. 44-50 escates a la línia lateral. 5-6 escates predorsals. Escates ctenoides a les galtes disposades en 7-8 fileres horitzontals.
2-3 + 6-8 branquiespines. 10 dents canines a la part davantera de la mandíbula inferior. Presència de dents palatines. Espina prominent i aguda a la vora superior del subopercle.

## Reproducció
És hermafrodita i el mascle forma harems de fins a 10 femelles.

## Alimentació
Es nodreix d'organismes bentònics (crustacis -amfípodes, isòpodes, crancs i gambes-, cucs, poliquets, algues i mol·luscs -gastròpodes-) i el seu nivell tròfic és de 3,05.

## Depredadors
A Austràlia és depredat per l'anfós lleopard (Plectropomus leopardus).

## Hàbitat i distribució geogràfica
És un peix marí, associat als esculls de corall (entre 1 i 20 m de fondària) i de clima tropical (30°N-30°S), el qual viu al Pacífic occidental: les badies, llacunes i ports arrecerats d'aigües netes i substrats sorrencs o d'algues des del sud del Japó (com ara, les illes Ryukyu) i Austràlia (Nova Gal·les del Sud i l'illa de Lord Howe) fins a Fiji i les illes Marshall, incloent-hi la Xina (com ara, Hong Kong), Taiwan, el Vietnam, Indonèsia, Papua Nova Guinea, les illes Filipines, Nova Caledònia i la república de Palau.

## Observacions
És inofensiu per als humans.